# 赵世超
赵世超（1946年11月—），男，河南南阳人。中国教育界人物。
1970年毕业于北京大学历史系。1988年在四川大学获得史学博士学位。
1994年10月至2004年5月任陕西师范大学校长。